# خوزه سان رمان
خوزه سان رمان (انگلیسی: José San Román؛ زادهٔ ۱۷ اوت ۱۹۸۸) بازیکن فوتبال اهل آرژانتین است.
از باشگاه‌هایی که در آن بازی کرده‌است می‌توان به باشگاه فوتبال ریور پلاته، باشگاه فوتبال اتلتیکو تیگره، باشگاه فوتبال گودوی کروز، باشگاه فوتبال آرسنال ساراندی، باشگاه ورزشی سن لورنسو آلماگرو، و باشگاه فوتبال اتلتیکو هوراکان اشاره کرد.